# NGC 6366
NGC 6366 est un amas globulaire situé dans la constellation d'Ophiuchus à environ 11 400 a.l. (3,5 kpc) du Soleil et à 16 300 (5 kpc). Il a été découvert par l'astronome allemand August Winnecke en 1860.

## Caractéristiques
Selon la base de données Simbad, la vitesse radiale héliocentrique de cet amas est égale à −121 ± 0,2 km/s. Selon Forbes et Bridges, sa métallicité est estimée à -0,77 [Fe/H] et son âge d'environ 13,31 milliards d'années. La valeur de la métallicité indiquée par Simbad est de -0,555 et celle par Forbes de -0,73. Une métallicité comprise entre -0,555 et -0,77 signifie que la concentration en fer de NGC 6366 est comprise entre 17 % et 28 % de celle du Soleil. Il s'agit donc d'un amas riche en fer et conséquemment d'un vieil amas.

## Galerie

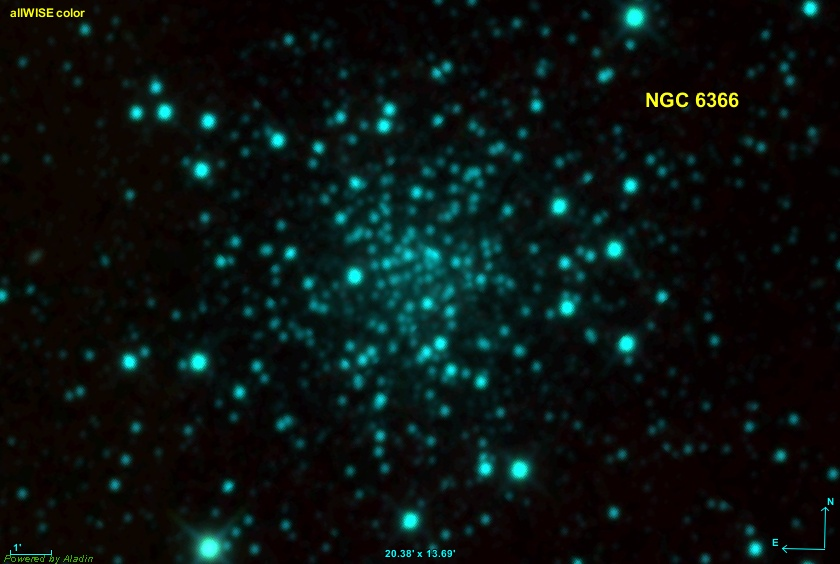
Image de NGC 6366 en infrarouge par le télescope spatial WISE.
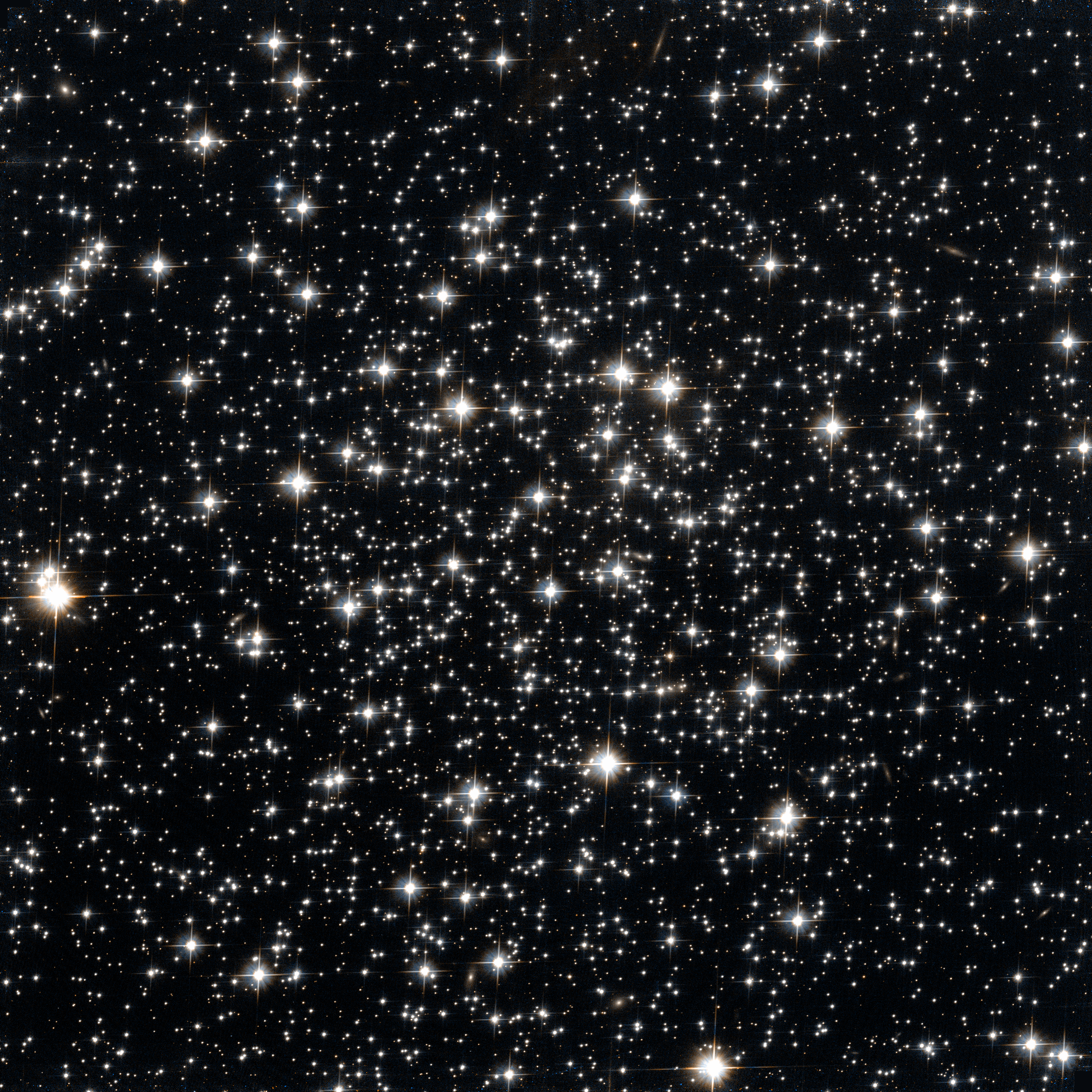
L'amas globulaire NGC 6366 par le télescope spatial Hubble.